# Eduard Wolff (Mediziner)
Eduard Wolff (* 24. November 1794 in Berlin; † 30. Dezember 1878 ebenda) war ein deutscher Chirurg.
Wolff wurde am 5. Dezember 1818 mit der Schrift De Colchici autumnalis uso medico (‚Die medizinische Nutzung der Herbstzeitlose‘) promoviert und habilitierte sich 1829 in Berlin. 1832 bis 1856 war er als außerordentlicher Professor für Militärheilkunde tätig. Er leitete an der Charité die Medizinische Akademie für Wundärzte. Da Militärangehörige oft nicht ausreichend Latein beherrschten, hielt Wolff seine Vorlesungen auf Deutsch, weshalb sein Haus auch als „Deutsche Klinik“ bezeichnet wurde, während Ernst Daniel August Bartels seine Vorlesungen weiterhin in traditionellem Latein hielt („Lateinische Klinik“). 1856 wurde Wolff emeritiert, und ab 1857 wurde sein Haus zur Propädeutischen Klinik ausgebaut. Von 1875 bis 1878 war Wolff Präsident der Gesellschaft für Natur und Heilkunde. Wolff wurde der Ehrentitel „Geheimer Sanitätsrat“ verliehen. Wolff wird als „wissenschaftlich wenig bedeutend“ beschrieben, seine Klinik wurde aber besonders für praktische Übungen empfohlen.